# Новоалександрово (посёлок, Московская область)
Новоалександрово — посёлок в городском округе Мытищи Московской области России. Население — 64 чел. (2010).

## География
Расположен на севере Московской области, в юго-западной части Мытищинского района, примерно в 12 км к северо-западу от центра города Мытищи и 7 км от Московской кольцевой автодороги, рядом с Клязьминским водохранилищем системы канала имени Москвы. Связан автобусным сообщением с районным центром и городом Москвой. Ближайшие населённые пункты — село Троицкое, посёлок леспаркхоза Клязьминский, деревни Афанасово и Новоалександрово.

## Население
| 1926 | 2002 | 2010 |
| ---- | ---- | ---- |
| 29   | ↗48  | ↗64  |

## История
По материалам Всесоюзной переписи населения 1926 года — посёлок Троицкого сельсовета Коммунистической волости Московского уезда Московской губернии в 0,5 км от Хлебниковского шоссе и 3 км от станции Хлебниково Савёловской железной дороги, проживало 29 жителей (14 мужчин, 15 женщин), насчитывалось 11 хозяйств, из которых 1 крестьянское.
С 1929 года — населённый пункт в составе Коммунистического района Московского округа Московской области. Постановлением ЦИК и СНК от 23 июля 1930 года округа как административно-территориальные единицы были ликвидированы.
Административная принадлежность
1929—1935 гг. — посёлок Троицкого сельсовета Коммунистического района.
1935—1939 гг. — посёлок Троицкого сельсовета Мытищинского района.
1939—1954 гг. — посёлок Троицкого сельсовета Краснополянского района.
1954—1959 гг. — посёлок Виноградовского сельсовета Краснополянского района.
1959—1960 гг. — посёлок Виноградовского сельсовета Химкинского района.
1960—1963, 1965—1994 гг. — посёлок Виноградовского сельсовета Мытищинского района.
1963—1965 гг. — посёлок Виноградовского сельсовета Мытищинского укрупнённого сельского района.
1994—2006 гг. — посёлок Виноградовского сельского округа Мытищинского района.
С 2006 г. — посёлок городского поселения Мытищи Мытищинского района.